# Caspar de Robles
Caspar de Robles (* 1527; † 1585 bei Antwerpen), Statthalter von Friesland, Overijssel, Groningen und Drenthe.

## Leben
Er war ein Sohn von João Lopes de Robles und Dona Maria de Leyte, der wahrscheinlichen Amme des spanischen Kronprinzen Philipp II.
Im Jahr 1558 heiratete er Jeanne de Saint-Quentin, Baroness von Billy und wurde so Eigentümer der Besitztümer in Billy in der Grafschaft Artois.
Am 17. Mai 1568 landeten 1800 wallonische Söldner unter de Robles Kommando an der Küste bei Harlingen an. Sechs Tage später schlug Ludwig von Nassau bei der Schlacht von Heiligerlee das spanische Heer von Statthalter Johann von Ligne, Graf von Arenberg der dabei umkam. De Robles nahm Teil an der Schlacht von Jemgum, wobei Ludwig von Nassau von Fernando Álvarez de Toledo, Herzog von Alba geschlagen wurde und fliehen musste. Im selben Jahr wurde er zum stellvertretenden Statthalter von Friesland, Groningen und Drenthe ernannt.
Er nahm 1567 als Gouverneur der Stadt Philippeville und Kapitän an der Belagerung von Valenciennes teil.
Im Jahr 1585 kam er bei der Belagerung von Antwerpen ums Leben.
| Vorgänger            | Amt                                                                    | Nachfolger        |
| -------------------- | ---------------------------------------------------------------------- | ----------------- |
| Gilles de Berlaymont | Statthalter von Friesland, Overijssel, Groningen und Drenthe 1573–1576 | Georg von Lalaing |

| Personendaten    | Personendaten                                                |
| ---------------- | ------------------------------------------------------------ |
| NAME             | Robles, Caspar de                                            |
| ALTERNATIVNAMEN  | Robles, Gaspard di                                           |
| KURZBESCHREIBUNG | Statthalter von Friesland, Groningen, Drenthe und Overijssel |
| GEBURTSDATUM     | 1527                                                         |
| STERBEDATUM      | 1585                                                         |
| STERBEORT        | Antwerpen                                                    |